# Propedeutická hodnota esperanta
| Esperanto |  |
| |  |
| Jazyk |  |
| |  |
| - Akademie esperanta - Gramatika - Slovníky - Esperantologie - Abeceda - Číslovky - Fundamento - lernu! - Letní škola esperanta                                                                             |  |
| |  |
| Organizace |  |
| |  |
| - UEA - TEJO - E@I - EEU - SAT - Český esperantský svaz - Česká esperantská mládež - Esperantské kluby - Katolíci                                                                                           |  |
| |  |
| Dějiny |  |
| |  |
| - Ludvík Lazar Zamenhof - Časová osa - Buloňská deklarace - Ido-schizma - Krize ata/ita - Neutrální Moresnet - Interhelpo - Pražský manifest - Bona Espero - Esperantské město                              |  |
| |  |
| Kultura |  |
| |  |
| - Esperantská setkání - Pasporta Servo - Hudba - Rozhlas - Finvenkismus - Homaranismus - Kabei - Politika - La Espero - Stelo - Symboly (vlajka) - UK - IJK - Esperantista - Rodilí mluvčí - Zamenhofův den |  |
| |  |
| Literatura |  |
| |  |
| - Autoři - Esperantské časopisy - Esperantské slovníky - PIV - Wikipedie - KAEST |  |
| |  |
| Úhly pohledu |  |
| |  |
| - Propedeutická hodnota - Srovnání s idem - Srovnání s interlinguou - Reformy - Odpor vůči esperantu |  |

Propedeutická hodnota esperanta označuje přínos plynoucí z využití esperanta jako úvodu do studia cizích jazyků pro následnou výuku dalších cizích jazyků. 

## Princip a charakteristika
Víceré výzkumy jako např. studie Helmara Franka na Paderbornské univerzitě a Mezinárodní akademii věd v San Marinu ukázaly, že jeden rok výuky esperanta ve škole, který má za následek osvojení schopností srovnatelných se schopnostmi průměrného studenta národních evropských jazyků po šesti až sedmi letech studia, zvyšuje schopnost studenta učit se cílovému jazyku, v porovnání se studenty, kteří strávili celou dobu experimentu výukou tohoto cílového jazyka. Jinými slovy, studium esperanta po dobu jednoho roku a následně např. francouzštiny po dobu tří let vede k lepším znalostem francouzštiny než studium pouze francouzštiny po dobu čtyř let. Tento efekt poprvé popsal Antoni Grabowski v roce 1908.
Soudobý britský projekt jazykového vzdělávání využívající esperanta – Springboard… to Languages – shrnuje  jeho propedeutickou hodnotu těmito slovy:
Mnoho škol v minulosti učilo děti hře na zobcovou flétnu, nikoliv s cílem vytvořit národ hráčů na zobcovou flétnu, nýbrž jakožto přípravu pro výuku hraní na ostatní nástroje. [My učíme] esperanto ne s cílem vytvořit národ mluvčích esperanta, nýbrž jako přípravu pro výuku ostatních jazyků.

## Příklady pedagogických experimentů
Od vzniku esperanta bylo v různých dobách a v různých zemích (Spojené království, Nový Zéland, USA, Finsko, Maďarsko, Německo, Austrálie a také mezinárodní projekty zahrnující vícero zemí) provedeno mnoho pedagogických experimentů zkoumajících propedeutickou hodnotu esperanta. Některé nejvýznamnější jsou popsány v této sekci.

### Vzdělávání pro jazykovou orientaci, Paderborn (Německo)
Doba: pozdní 70. až časná 80. léta 20. století
Tento způsob vzdělávání byl předmětem hloubkové studie skupiny vědců na Institutu pedagogické kybernetiky v Paderbornu, pod vedením dr. Helmara Franka, dobře známého v kybernetických kruzích.
Je charakterizován úvodem do studia cizích jazyků, pracuje s dětmi od 8 do 10 let věku a je založen na srovnávání mezi jazyky, s využitím esperanta jako referenčního jazyka. Protože je dokonale uzpůsoben dětem, ukazuje se být extrémně efektivním z pedagogického hlediska.
Výsledky, získané vědeckým měřením potvrzují, že takové vzdělávání pro jazykovou orientaci:
- značně zvyšuje zájem dětí o rozmanitost evropských kultur a jazyků;
- vyžaduje malou časovou investici, která může být získána zpět během pozdějšího studia jiných jazyků;
- je pomocí při výuce rodného jazyka, zeměpisu a matematiky;
- velmi rychle navozuje možnost mezietnické komunikace velmi vhodné pro děti, bez jejího omezování na teritorium specifického privilegovaného jazyka. Tímto způsobem otvírá cestu k lepšímu porozumění mezi lidmi, bez jazykové diskriminace.